# Convolvulus pyrrhotrichus
Convolvulus pyrrhotrichus är en vindeväxtart som beskrevs av Pierre Edmond Boissier. Convolvulus pyrrhotrichus ingår i släktet vindor, och familjen vindeväxter. Inga underarter finns listade i Catalogue of Life.